# Czempiń
Czempiń é um município da Polônia, na voivodia da Grande Polônia e no condado de Kościan. Estende-se por uma área de 3,32 km², com 5 321 habitantes, segundo os censos de 2016, com uma densidade de 1602,7 hab/km².